# Paysage de Pont-Aven
Paysage de Pont-Aven est un tableau réalisé par le peintre français Émile Bernard en 1888. De format horizontal, cette huile sur toile est un paysage qui représente un arbre au feuillage brun à Pont-Aven. Dans le quart supérieur droit de la composition, des volumes d'une couleur proche montrent sans doute un bosquet éloigné, mais peuvent aussi suggérer des bâtiments élevés qui se trouveraient dans cette localité du Finistère.
L'œuvre passe entre les mains de Maurice Denis, dont la famille la baptise L'Arbre roux. Achetée en 2018, elle est conservée au musée de Pont-Aven. L'établissement la considère comme l'un de ses chefs-d'œuvre.